# Luge als Jocs Olímpics d'hivern de 1976
Als Jocs Olímpics d'Hivern de 1976 celebrats a la ciutat d'Innsbruck (Àustria) es disputaren tres proves de luge, dues en categoria masculina i una en categoria femenina. La competició tingué lloc entre els dies 4 i 7 de febrer de 1976 a les instal·lacions esportives d'Innsbruck. Hi participaren un total de 94 corredors, entre ells 68 homes i 26 dones, de 16 comitès nacionals diferents.

## Resum de medalles

### Categoria masculina
| Prova              | Or                           | Argent                                | Bronze                                 |
| Individual detalls | Dettlef Günther              | Josef Fendt                           | Hans Rinn                              |
| Parelles detalls   | RDA Hans Rinn · Norbert Hahn | RFA Hans Brandner · Balthasar Schwarm | ÀustriaRudolf Schmid · Franz Schachner |

### Categoria femenina
| Prova              | Or              | Argent      | Bronze               |
| Individual detalls | Margit Schumann | Ute Rührold | Elisabeth Demleitner |

## Medaller
| Posició | País    | Or | Argent | Bronze | Total |
| 1       | RDA     | 3  | 1      | 1      | 5     |
| 2       | RFA     | 0  | 2      | 1      | 3     |
| 3       | Àustria | 0  | 0      | 1      | 1     |